# 加藤高志
加藤 高志（かとう たかし、1950年 - ）は日本のヴァイオリニスト。神奈川県横浜市出身。一般社団法人日本作編曲家協会会員。

## 来歴
音楽一家に育ち、3歳の頃から父親にヴァイオリンの手解きを受ける。齋藤秀雄に師事し、桐朋学園高校在学中にスタジオでのレコーディングにアルバイトで参加し、その後″巨匠″のニックネームで知られるヴァイオリン奏者・小林陽一郎のグループに参加する。後に多忠昭グループにも加わり、23歳頃からは多グループ専属で活動するようになる。
1972年以降、パーシー・フェイスオーケストラに日本人唯一の契約メンバーとして在籍するほか、ミシェル・ルグラン、フランシス・レイ、バート・バカラックとも共演を果たす。
1980年にJOEストリングスを結成し、第一線で活躍する日本のアーティストや編曲家と共にレコーディングに参加、数多のヒット曲を生み出した。
1999年、JOEストリングスの進化形として ”RUSH by TAKASHI KATO” を立ち上げ、あらゆる音楽のジャンルでの活動を続ける。
その後も主に国内の音楽家から厚い信頼を受け、日本を代表するトップアーティスト達とレコーディングで共演したセッションは数万回に及ぶ。

## 主なレコーディング参加作品
- 多岐川裕美 – 小夜　1979年
- サザンオールスターズ – タイニイ・バブルス　1980年
- 林哲司 – Summer Wine　1980年
- 葛城ユキ＆ソルティ・ドッグ – Quarter Moon　1980年
- 山口百恵 – メビウス・ゲーム　1980年
- 丸山圭子 – やさしさの香り　1980年
- 村下孝蔵 – 汽笛が聞こえる街　1980年
- 角松敏生 – SEA BREEZE　1981年
- サーカス – Four Seasons To Love　1981年
- ブレッド&バター – Pacific　1981年
- RAJIE – Acoustic Moon　1981年
- 八神純子 – 夢みる頃を過ぎても　1982年
- アン・ルイス – Cheek II　1982年
- 山本達彦 – I LOVE YOU SO　1982年
- もんた＆ブラザーズ – 翔　1982年
- 杏里 – Heaven Beach　1982年
- 一風堂 – NIGHT MIRAGE　1982年
- 鈴木博 – NOW IN THE NIGHT　1982年
- 三宅純 – June Night Love　1983年
- 松田聖子 – Canary　1983年
- 加藤和彦 – あの頃、マリー・ローランサン　1983年
- 南佳孝 – DAYDREAM　1983年
- 上田正樹 – After Midnight 〜バラードまでそばにいて〜　1983年
- 岩崎宏美 – 私・的・空・間　1983年
- 五十嵐浩晃 – そよ風の頃　1983年
- 伊藤銀次 – WINTER WONDERLAND　1983年
- 矢野顕子 – オーエス オーエス　1984年
- 河合奈保子 – Summer Delicacy　1984年
- 伊東ゆかり – ふぁど　1984年
- 加藤登紀子 – 最後のダンスパーティー　1984年
- 山下久美子 – and Sophia's back　1985年
- 岸田智史 – extra　1985年
- 土屋昌巳 – TOKYO BALLET　1985年
- 堀ちえみ – Lonely Universe　1985年
- 西城秀樹 – TWILIGHT MADE …HIDEKI　1985年
- EPO – PUMP! PUMP!　1985年
- 小林明子 – FALL IN LOVE　1985年
- 大江千里 – AVEC　1986年
- 稲垣潤一 – REALISTIC　1986年
- 長渕剛 – STAY DREAM　1986年
- ゴンチチ – Legacy Of Madam Q　1987年
- 崎谷健次郎 – DIFFERENCE　1987年
- 松任谷由実 – Delight Slight Light KISS　1988年
- 小曽根真 – STARLIGHT　1990年
- MALTA – EMISSION　1990年
- CHAGE and ASKA – TREE　1991年
- 渡辺美里 – BIG WAVE　1993年
- 陣内大蔵 – RISING　1993年
- 阿川泰子 – FINE!　1995年